# Дриста (акведукт)
Дриста (на гръцки: Γέφυρα «Ντρίστας») е действащ каменен акведукт в Егейска Македония, Гърция.
Мостът е разположен край серското село Айдонохори. Мостът е изграден със сложна каменна зидария. Има две дъги и служи като акведукт.
В 2005 година е обявен за паметник на културата заедно с моста Геруксалис като „тъй като са специални произведения на техническата традиция, хармонично интегрирани в естествения пейзаж на района“.